# Żakowice (województwo kujawsko-pomorskie)
Żakowice – wieś w Polsce położona w województwie kujawsko-pomorskim, w powiecie radziejowskim, w gminie Osięciny.

## Podział administracyjny
W latach 1975–1998 miejscowość należała administracyjnie do województwa włocławskiego. Wieś sołecka – zobacz jednostki pomocnicze gminy w BIP.

## Demografia
Według Narodowego Spisu Powszechnego (III 2011 r.) liczyła 143 mieszkańców. Jest dziewiętnastą co do wielkości miejscowością gminy Osięciny.

## Historia
Wieś królewska, położona w II połowie XVI wieku w powiecie brzeskokujawskim województwa brzeskokujawskiego.
Według registru poborowego powiatu brzeskiego z roku 1557 wieś Żakowice, w parafii Osięciny, leżała pustką (Pawiński, Kod. Wielkopolski T.II s.12).
W XIX wieku Żakowice opisano jako: wieś w powiecie nieszawskim, gminie Osięciny, parafii Kościelna Wieś, odległe 21 wiorst od Nieszawy, ma 129 mieszkańców (rok 1885). W 1827 roku było 7 domów, 80 mieszkańców. W roku 1892 folwark Żakowice rozległość mórg 515, w tym: gruntów ornych i ogrodów mórg 447, łąk mórg 5, pastwisk mórg 29, lasu mórg 14, nieużytków. mórg 20; budynków murowanych 11, drewnianych 3 i płodozmian 6-polowy. Wieś Żakowice przy folwarku osad 15, mórg 19.

## Urodzeni
- Stanisław Łączkowski (ur. 2 stycznia 1897 r. -  zm. wiosną 1940 w Katyniu) – kapitan piechoty Wojska Polskiego, ofiara zbrodni katyńskiej.